# El-Hierro-Rieseneidechse

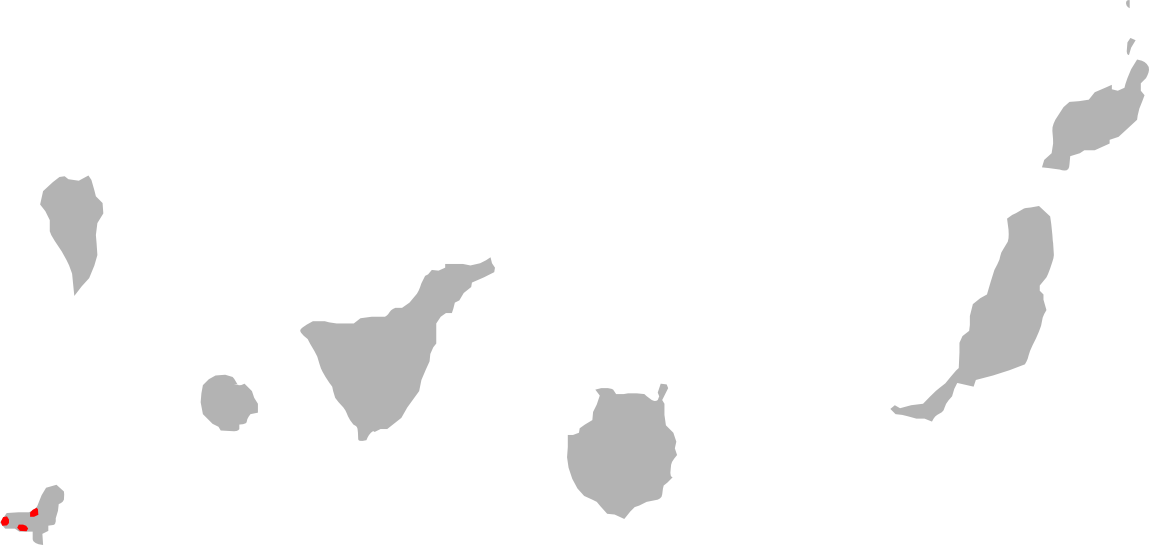
Das Verbreitungsgebiet der Art, inklusive der gescheiterten Auswilderungsprojekte.

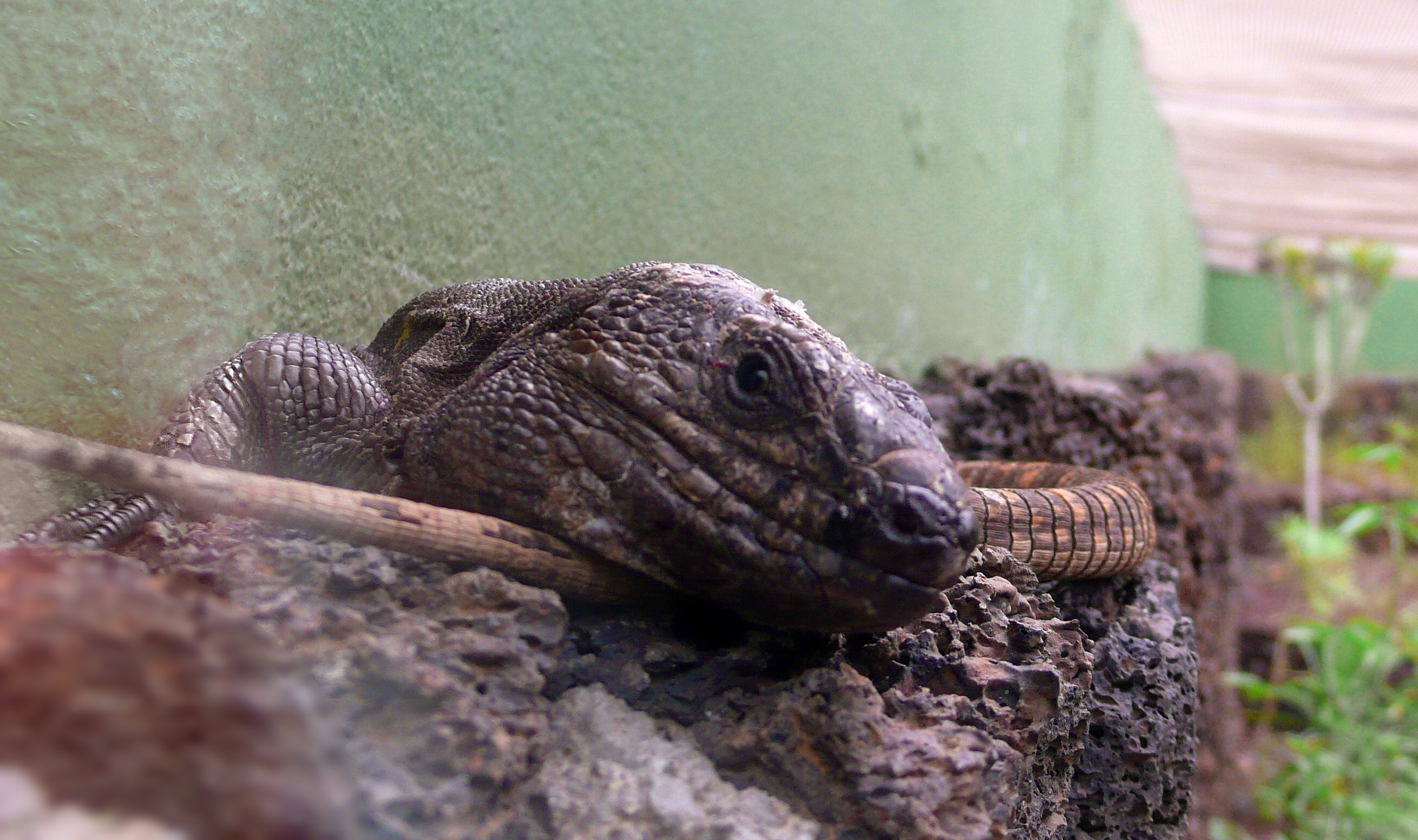
Kopfansicht eines Exemplars aus einer Zuchtstation.

Die El-Hierro-Rieseneidechse (Gallotia simonyi), auch Hierro-Rieseneidechse genannt, ist eine Art der Kanareneidechsen und lebt endemisch auf der Kanarischen Insel El Hierro.

## Merkmale
Mit etwa 75 cm Gesamtlänge (meist aber nur bis 65 cm) eine sehr große Art der Gattung, die im europäischen Raum hierin nur noch von der Gran-Canaria-Rieseneidechse und der Perleidechse übertroffen wird. Damit gehört G. simonyi zu den größten lebenden Vertretern der Familie Lacertidae, die mehr als 300 Arten umfasst. Kopf-Rumpf-Länge bis 23,6 cm, meist jedoch etwas kleiner. Die Männchen sind kräftiger und schwerer als die Weibchen. In Färbung und Zeichnung erscheint die Art einheitlicher als andere Gallotia-Arten. Vor allem gibt es keinen so ausgeprägten Geschlechtsdimorphismus wie z. B. bei der Kanareneidechse. Oberseits weisen beide Geschlechter eine dunkel- bis schwarzbraune Grundfarbe auf. Charakteristisch ist jederseits eine Reihe gelber Flecken auf den Flanken. An der unteren Flanke findet sich eine zweite Reihe gelber Flecken. Auf dem Rücken können sich ebenfalls gelbliche Flecken befinden, wenn auch deutlich seltener und meist viel blasser als diejenigen an den Flanken. Bei den Männchen sind die Flankenflecken oft größer und zahlreicher, häufig auch intensiver gefärbt als bei den Weibchen, bei denen sie in Einzelfällen auch völlig fehlen können. Die Jungtiere sind oberseits heller und kontrastreicher als die Erwachsenen. Im vorderen Bereich sind sie rötlich-braun, nach hinten zunehmend graubraun gefärbt. Darauf finden sich unregelmäßige, schmale, hellbraune Querbänder, die schwarz eingefasst sind und nicht nur die Flanken, sondern auch den Rücken bedecken. Die Querbänder können unterbrochen sein.

## Verwechslungsarten
Die auf El Hierro weit verbreitete und sehr häufige Kleine Kanareneidechse ist deutlich kleiner und schlanker und weist keine gelblichen Flecken an den Flanken auf. Die erwachsenen Weibchen sind überdies längsgestreift.

## Verbreitung
Ursprünglich kam die Art weit verbreitet auf der Insel El Hierro vor und war hier an trockene, warme Lebensräume gebunden. Sie ist aber, vermutlich durch die Einführung von Hauskatzen, die wahrscheinlich die europäischen Eroberer mitbrachten, weitgehend ausgerottet worden. Der letzte natürliche Restbestand der Art findet sich an einer begrenzten Stelle im Nordwesten der Insel, nämlich an der Steilwand des Risco de Tibataje, nördlich von La Frontera, und hier in der Umgebung der sogenannten Fuga de Gorreta.

## Lebensraum
An der Steilwand des Risco de Tibataja leben die Tiere in einer Zone von etwa 100 bis 700 m über NN auf horizontalen Felsstufen und Abbrüchen des Basaltgesteins. Wichtig ist ein gut entwickeltes Spaltensystem, das für die Tiere große Bedeutung als Versteckplatz hat. Die mehr oder weniger horizontalen Felsstufen sind auch insofern wichtig, als sich hier infolge einer Bodenbildung die Nahrungspflanzen der Tiere entwickeln können.

## Lebensweise
Im Bereich der Fuga de Gorreta ist das Klima für die Eidechsen im Winter so kühl, dass zumindest von einem Teil der Tiere eine mehrmonatige Winterruhe (November–Februar) eingehalten wird, die ab März/April wieder hervorkommen. Es konnten aber auch im Winter aktive Tiere beobachtet werden. Balz und Paarungsverhalten finden im Mai statt. Dabei führt das Männchen einen Nackenbiss aus und kopuliert mit dem Weibchen nur wenige Minuten. Die 5–15 recht großen Eier (19–34 mm lang und 15–26 mm breit) werden von Juni bis August in Erdhöhlen abgelegt. Da Erdreich im natürlichen Lebensraum knapp ist, werden die Eier hier auch unter Steinen oder in Gesteinsspalten abgelegt.
Noch stärker als die anderen Gallotia-Arten, lebt diese Art von pflanzlicher Nahrung. Schon neugeborene Junge fressen Blüten und Blätter, nehmen aber daneben noch gerne im Terrarium angebotene Insekten, während Alttiere letzteren gegenüber wenig Interesse zeigen. Das Spektrum an Futterpflanzen ist breit gefächert, wobei Liliengewächse und Leguminosen wichtig sind, aber auch Gräser werden gefressen. Eine herausragende Rolle haben Gewöhnlicher Asphaltklee, Strauchiger Krapp (Rubia fruticosa), Seidenhaarige Schizogyne und Kanaren-Lavendel (Lavandula canariensis). Unter den Tieren, die die Art erbeutet, spielen Käfer und ihre Larven eine herausragende Rolle. Daneben werden Ameisen und eine Reihe anderer Gliederfüßer gefressen. In geringem Maße fallen ihr auch andere Wirbeltiere zum Opfer, z. B. Hausmäuse, Ratten, Vögel und Individuen der Kleinen Kanareneidechse (Gallotia caesaris). Als Feinde kommen vor allem Turmfalke, Kolkrabe, Mäusebussard und verwilderte Hauskatzen in Betracht. Die sehr häufigen Wanderratten dürften vor allem eine Gefahr für Gelege darstellen.

## Unterarten
Es werden zwei Unterarten unterschieden, die aber nur sehr subtile Unterschiede aufweisen und deren Berechtigung zweifelhaft ist. G. s. simonyi Bischoff, 2005 ist zudem mittlerweile ausgestorben. Sie lebte nur in einer kleinen Population auf dem Felseiland Roque Chico de Salmor vor der Nordwestküste von El Hierro. Die restliche Population auf El Hierro wurde als G. s. machadoi López-Jurado, 1989 beschrieben.

## Gefährdung
Die IUCN listet die Art als vom Aussterben bedroht (critically endangered) mit einer stabilen Population. Die El-Hierro-Rieseneidechse ist eine extrem gefährdete, vom Aussterben bedrohte Art. Durch Aussetzen nachgezüchteter Tiere in Zuchtstationen im Westen (La Dehesa) und Süden (El Julan) der Insel wurde versucht, neue Populationen zu begründen, was aber fehlschlug. Außerdem wurden Nachzuchttiere der Unterart G. s. machadoi auf dem Roque Chico de Salmor vor der Nordwestküste von El Hierro ausgesetzt. Hier war die Art verschwunden, weil durch eine starke Silbermöwenkolonie die pflanzliche Nahrungsgrundlage vernichtet wurde. Dieser Bestand hat sich gut gehalten und auch fortgepflanzt. Eine Nahrungsquelle scheinen auch Heuschrecken zu sein, die von Möwen zur Fütterung ihrer Jungtiere von anderen Inseln hier eingetragen, aber von diesen nicht vollständig verwertet werden. Der Lebensraum auf diesem kleinen Eiland ist jedoch sehr begrenzt. 
Auch weiterhin werden Bemühungen durchgeführt, die in Zuchtstationen nachgezüchteten Exemplare an das Leben in der Wildnis zu gewöhnen und in Gebieten ohne Ratten und Katzen anzusiedeln.